# Poradniki Modelarskie Payo
Poradniki Modelarskie Payo – seria poradników z różnych dziedzin modelarstwa redukcyjnego, powstałych z inicjatywy Pawła Grochowskiego.
Pierwsze publikacje traktowały ogólnie o modelarstwie redukcyjnym, z czasem tematyka poszczególnych zeszytów została zawężona, a poszczególne techniki modelarskie opisywane są na podstawie budowy konkretnych modeli. Seria wydawnicza opisuje zagadnienia związane z budową pojazdów bojowych, modelarstwem figurkowym, lotniczym, budową dioram.
Dotychczas ukazały się następujące poradniki (w kolejności chronologicznej):
- Pojazdy Bojowe 1- 2004
- Lotnictwo 1- 2004 (ISBN 978-83-922944-2-9, Nakład 1100 szt.)
- Pojazdy Bojowe 2 - 2005
- Pojazdy Bojowe 3 - 2006
- Pojazdy Bojowe 4 - 2006
- Dioramy 1 - 2006
- Aerografy Podstawy - 2006
- Lotnictwo 3 - 2007
- Diorama 1 - 2007
- Figurki 1 - 2007
- Pancerka 1 - 2007
- Pojazdy Bojowe 5 - 2007
- Pojazdy Bojowe 6 - 2007
- Pojazdy Bojowe 7 (ISBN 978-83-925165-3-8) - 2007
- Pojazdy Bojowe 8(ISBN 978-83-925165-4-5) - 2007
- Pojazdy Bojowe 9 - 2007
- Aerografy 2 - 2007
- Przelicznik Farb Modelarskich - 2007
- Figurki 2 - 2008